# Oblast' della Russia

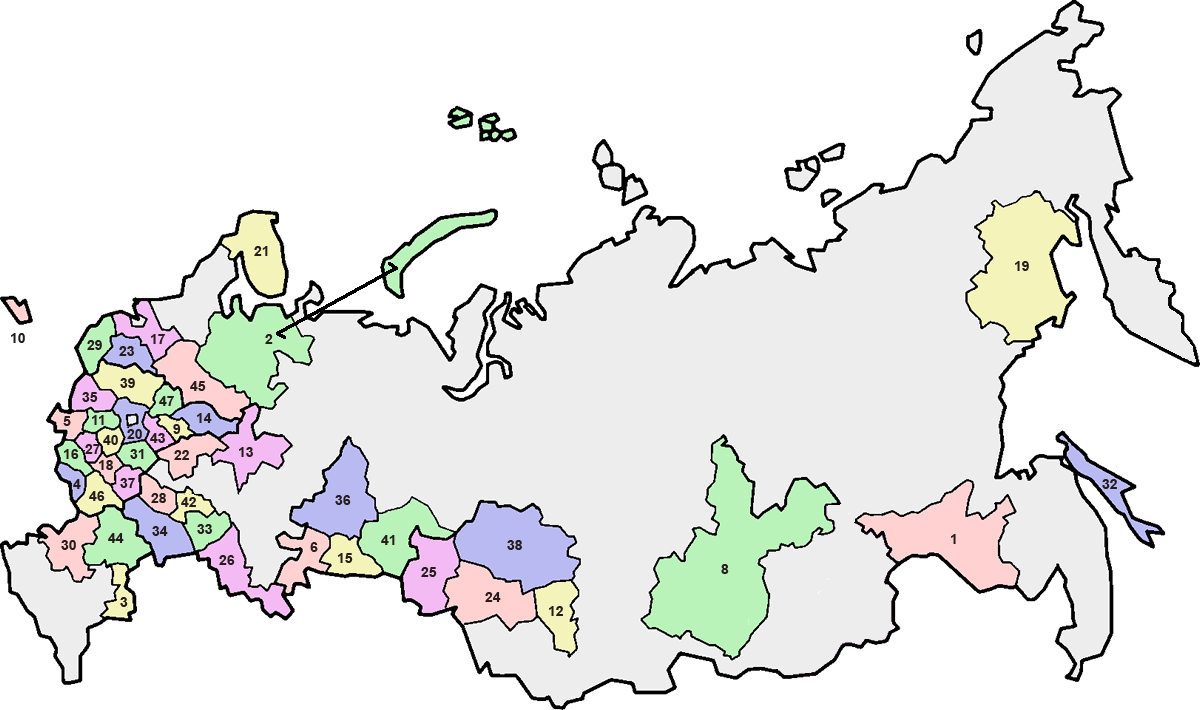
Oblast' della Russia

Le òblast', ovvero regioni, della Russia (in russo: òblast' - область) costituiscono una suddivisione territoriale di primo livello del Paese, al pari degli altri soggetti federali (repubbliche, territori, circondari autonomi e città federali). Sono in tutto 46; ad esse si aggiunge l'oblast' autonoma ebraica.

## Descrizione
Sono un'entità politica costituente l'unione federale sotto il governo della Russia con rappresentanza nel Consiglio federale, nonché divisione amministrativa di primo livello. Ognuna ha un governo locale che esercita l'autorità su un determinato territorio geografico; il potere legislativo è detenuto dalla Duma dell'òblast', eletta democraticamente. Il governatore è la figura esecutiva più alta ed è nominato direttamente dal presidente della Federazione. Le òblast' sono divise in rajòn (province o distretti), città di rilevanza federale (città indipendenti equivalenti a un distretto) e circondari autonomi, che sono soggetti federali giuridicamente uguali a un'oblast' ma facenti parte di essa dal punto di vista amministrativo. Attualmente solo due oblast' hanno al loro interno circondari autonomi: quella di Arcangelo (circondario autonomo dei Nènec) e quella di Tjumèn' (circondario autonomo degli Chanty-Mansì-Jugrà e circondario autonomo Jamàlo-Nènec).
Il termine "òblast'" può essere tradotto in italiano come "regione", e queste unità amministrative, analoghe alle regioni italiane, sono il tipo più comune degli 85 soggetti federali della Russia. La maggior parte prende il nome dal rispettivo centro amministrativo (il termine ufficiale per indicare il capoluogo), che è generalmente la città più grande. Fanno eccezione le regioni di Leningrado e di Mosca, che non hanno un capoluogo ufficiale, e l'oblast' di Sachalin, che prende il nome dall'isola di Sachalìn. Le regioni di Leningrado e di Sverdlòvsk mantengono i nomi precedenti a quelli attuali (Leiningràd e Sverdlòvsk - San Pietroburgo ed Ekaterinbùrg). 
Le oblast' sono in genere popolate prevalentemente da persone di etnia e lingua russa e si trovano principalmente nella Russia europea. La più grande per dimensione è l'oblast' di Tjumen' con 1435200 km²,  la più piccola è l'oblast' di Kaliningrad con 15100 km². La più popolosa è l'oblast' di Mosca (7 095 120 abitanti) e la meno popolosa è l'oblast' di Magadàn (156 996 abitanti).
I territori (noti anche come kraj) sono un altro tipo di soggetto federale; per legge sono identici alle oblast' e la differenza tra le due entità politiche è puramente tradizionale.

## Storia
Nell'Impero russo le òblast' erano divisioni amministrative istituite per lo più sui territori appena annessi durante la fase di transizione all'ordinamento ordinario basato sui governatorati (gubernija), caratterizzate da copresenza di autorità cvili e militari. A seguito delle numerose riforme dell'era sovietica, il loro numero aumentò gradualmente e divennero la principale divisione amministrativa del livello più alto di ognuna delle repubbliche socialiste sovietiche, le entità politico-nazionali costituenti l'Unione Sovietica. Dopo lo scioglimento dell'URSS le oblast' della Repubblica Socialista Federativa Sovietica Russa passarono alla Federazione Russa, divennero le divisioni amministrative di primo livello e ricevettero una maggiore autonomia rispetto a prima.

## Elenco
| Localizzazione | Bandiera | Regione         | Endonimo                                         | Capoluogo        | Popolazione | Superficie (km2) | Circondario federale |
| -------------- | -------- | --------------- | ------------------------------------------------ | ---------------- | ----------- | ---------------- | -------------------- |
|                |          | Amur            | Амурская область Amùrskaja òblast'               | Blagovèščensk    |             | 361 913          | Estremo Oriente      |
|                |          | Arcangelo       | Архангельская область Archàngel'skaja òblast'    | Arcangelo        |             | 587 400          | Nordoccidentale      |
|                |          | Astrachan'      | Астраханская область Astrachànskaja òblast'      | Àstrachan'       |             | 44 100           | Meridionale          |
|                |          | Belgorod        | Белгородская область Belgoròdskaja òblast'       | Bèlgorod         |             | 27 134           | Centrale             |
|                |          | Brjansk         | Брянская область Brjànskaja òblast'              | Brjànsk          |             | 34 900           | Centrale             |
|                |          | Čeljabinsk      | Челябинская область Čeljàbinskaja òblast'        | Čeljàbinsk       |             | 88 529           | Urali                |
|                |          | Irkutsk         | Иркутская область Irkùtskaja òblast'             | Irkùtsk          |             | 774 846          | Siberia              |
|                |          | Ivanovo         | Ивановская область Ivànovskaja òblast'           | Ivànovo          |             | 21 437           | Centrale             |
|                |          | Jaroslavl'      | Ярославская область Jaroslàvskaja òblast'        | Jaroslàvl'       |             | 36 177           | Centrale             |
|                |          | Kaliningrad     | Калининградская область Kaliningràdskaja òblast' | Kaliningràd      |             | 15 125           | Nordoccidentale      |
|                |          | Kaluga          | Калужская область Kalùžskaja òblast'             | Kalùga           |             | 29 900           | Centrale             |
|                |          | Kemerovo        | Кемеровская область Kèmerovskaja òblast'         | Kèmerovo         |             | 95 725           | Siberia              |
|                |          | Kirov           | Кировская область Kìrovskaja òblast'             | Kìrov            |             | 128 800          | Volga                |
|                |          | Kostroma        | Костромская область Kostromskàja òblast'         | Kostromà         |             | 60 200           | Centrale             |
|                |          | Kurgan          | Курганская область Kurgànskaja òblast'           | Kurgàn           |             | 71 844           | Urali                |
|                |          | Kursk           | Курская область Kùrskaja òblast'                 | Kursk            |             | 29 800           | Centrale             |
|                |          | Leningrado      | Ленинградская область Leningràdskaja òblast'     | San Pietroburgo  |             | 83 908           | Nordoccidentale      |
|                |          | Lipeck          | Липецкая область Lìpeckaja òblast'               | Lìpeck           |             | 24 100           | Centrale             |
|                |          | Magadan         | Магаданская область Magadànskaja òblast'         | Magadàn          |             | 462 464          | Estremo Oriente      |
|                |          | Mosca           | Московская область Moskòvskaja òblast'           | Mosca            |             | 44 379           | Centrale             |
|                |          | Murmansk        | Мурманская область Mùrmanskaja òblast'           | Mùrmansk         |             | 144 902          | Nordoccidentale      |
|                |          | Nižnyj Novgorod | Нижегородская область Nižegoròdskaja òblast'     | Nìžnij Nòvgorod  |             | 76 900           | Volga                |
|                |          | Novgorod        | Новгородская область Novgoròdskaja òblast'       | Velìkij Nòvgorod |             | 54 501           | Nordoccidentale      |
|                |          | Novosibirsk     | Новосибирская область Novosibìrskaja òblast'     | Novosibìrsk      |             | 177 756          | Siberia              |
|                |          | Omsk            | Омская область Òmskaja òblast'                   | Omsk             |             | 139 700          | Siberia              |
|                |          | Orenburg        | Оренбургская область Orenbùrgskaja òblast'       | Orenbùrg         |             | 124 339          | Volga                |
|                |          | Orël            | Орловская область Orlòvskaja òblast'             | Orël             |             | 24 700           | Centrale             |
|                |          | Penza           | Пензенская область Pènzenskaja òblast'           | Pènza            |             | 43 200           | Volga                |
|                |          | Pskov           | Псковская область Pskòvskaja òblast'             | Pskov            |             | 55 300           | Nordoccidentale      |
|                |          | Rostov          | Ростовская область Rostòvskaja òblast'           | Rostòv sul Don   |             | 100 967          | Meridionale          |
|                |          | Rjazan'         | Рязанская область Rjazànskaja òblast'            | Rjazàn'          |             | 39 600           | Centrale             |
|                |          | Sachalin        | Сахалинская область Sachalìnskaja òblast'        | Jùžno-Sachalìnsk |             | 87 101           | Estremo Oriente      |
|                |          | Samara          | Самарская область Samàrskaja òblast'             | Samàra           |             | 53 600           | Volga                |
|                |          | Saratov         | Саратовская область Saràtovskaja òblast'         | Saràtov          |             | 100 200          | Volga                |
|                |          | Smolensk        | Смоленская область Smolènskaja òblast'           | Smolènsk         |             | 49 786           | Centrale             |
|                |          | Sverdlovsk      | Свердловская область Sverdlòvskaja òblast'       | Ekaterinbùrg     |             | 194 800          | Urali                |
|                |          | Tambov          | Тамбовская область Tambòvskaja òblast'           | Tambòv           |             | 54 359           | Centrale             |
|                |          | Tomsk           | Томская область Tòmskaja òblast'                 | Tomsk            |             | 316 900          | Siberia              |
|                |          | Tver'           | Тверская область Tverskàja òblast'               | Tver'            |             | 84 201           | Centrale             |
|                |          | Tula            | Тульская область Tùl'skaja òblast'               | Tùla             |             | 25 679           | Centrale             |
|                |          | Tjumen'         | Тюменская область Tjumènskaja òblast'            | Tjumèn'          |             | 1 435 200        | Urali                |
|                |          | Ul'janovsk      | Ульяновская область Ul'jànovskaja òblast'        | Ul'jànovsk       |             | 37 300           | Volga                |
|                |          | Vladimir        | Владимирская область Vladìmirskaja òblast'       | Vladìmir         |             | 29 142           | Centrale             |
|                |          | Volgograd       | Волгоградская область Volgogràdskaja òblast'     | Volgogràd        |             | 112 877          | Meridionale          |
|                |          | Vologda         | Вологодская область Vologòdskaja òblast'         | Vòlogda          |             | 145 700          | Nordoccidentale      |
|                |          | Voronež         | Воронежская область Vorònežsckaja òblast'        | Vorònež          |             | 52 216           | Centrale             |